# 香港貿易發展局

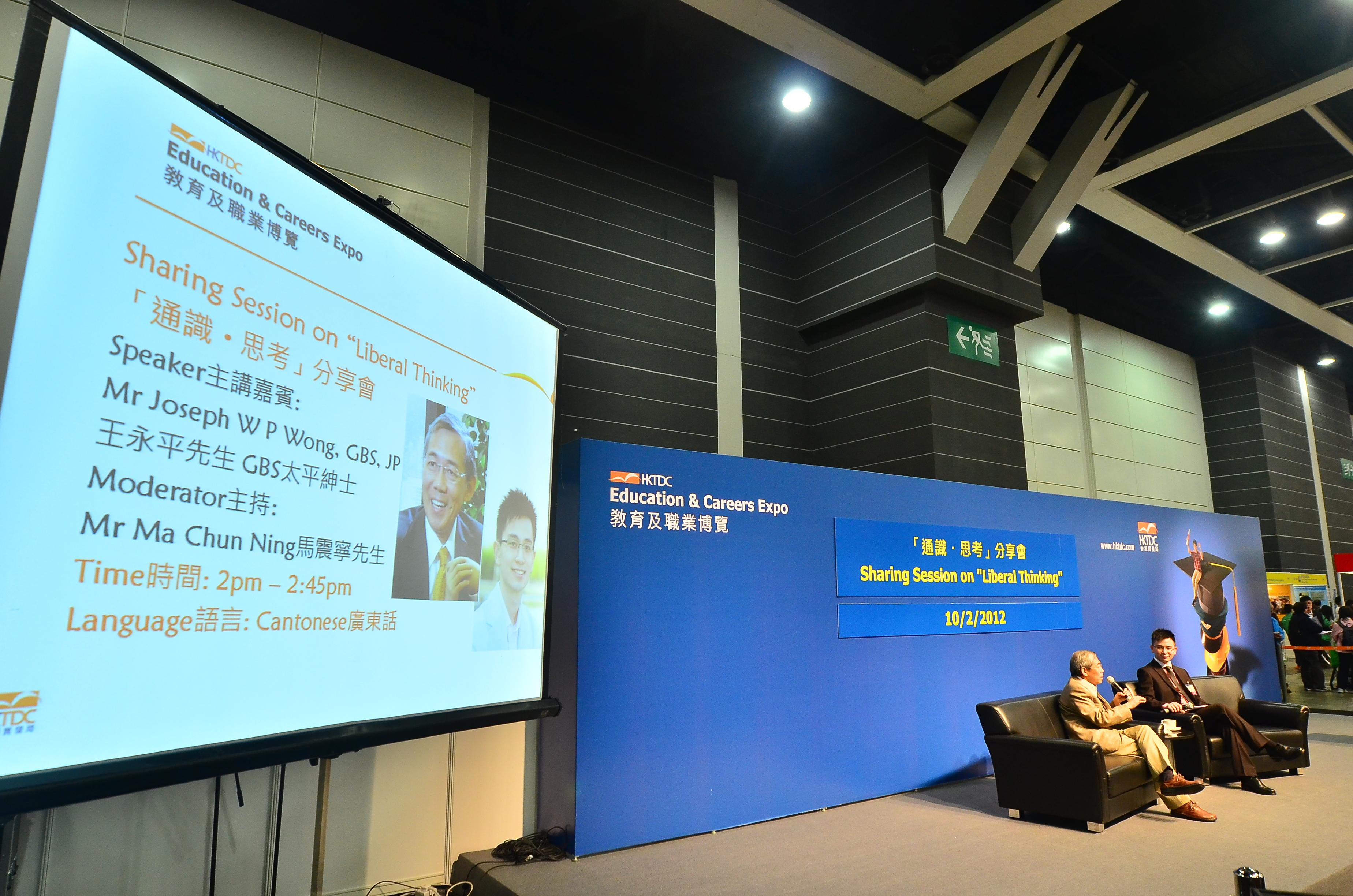
2012年教育及職業博覽，於香港會議展覽中心舉行

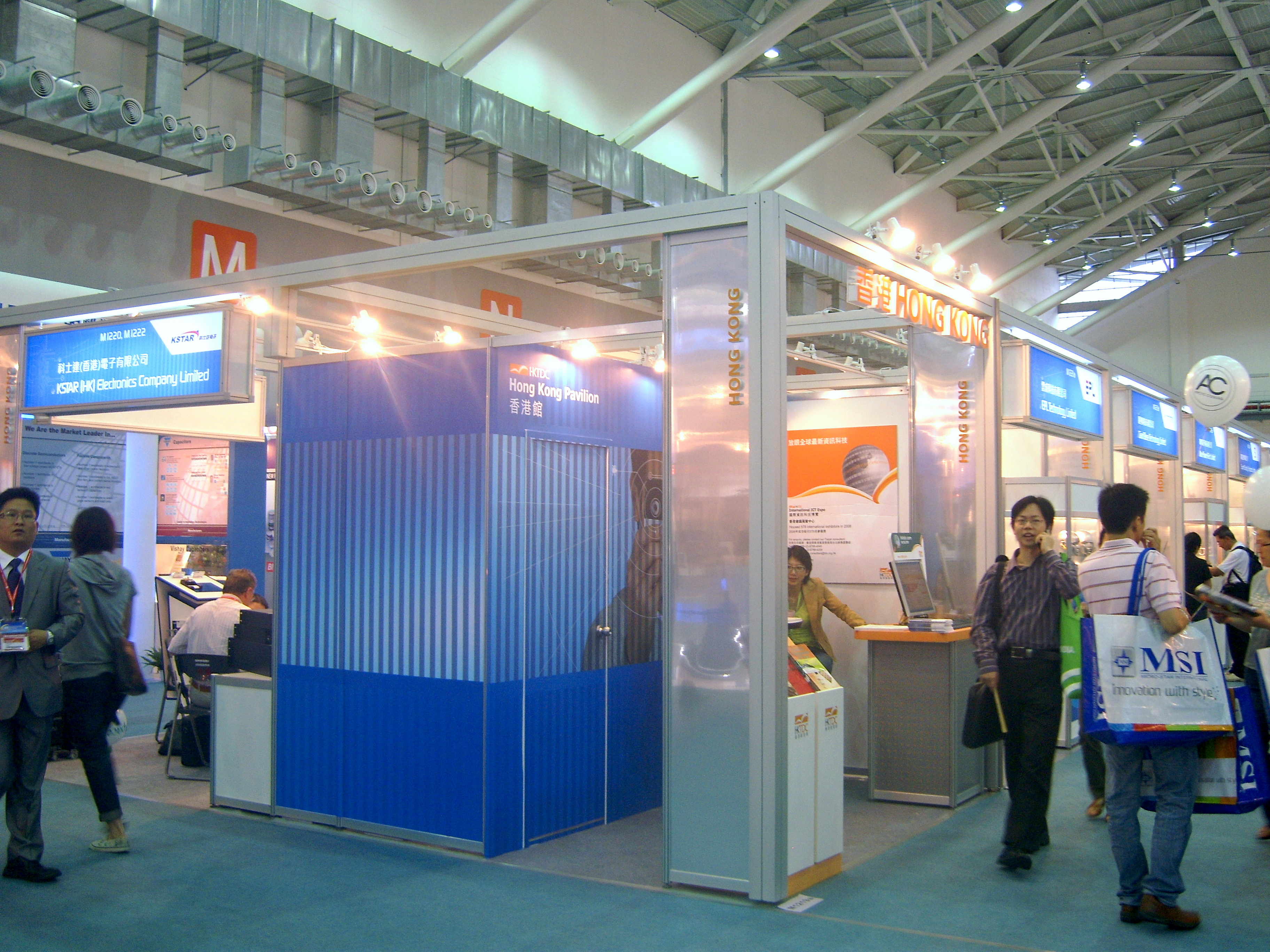
2008年台北國際電腦展，香港貿發局在南港展覽館組成「香港主題館」。

香港貿易發展局（簡稱貿發局，縮寫：HKTDC）成立於1966年，是致力為香港商界創造機遇的香港法定機構。貿發局在全球各地設有51間辦公室，宗旨是協助香港企業（尤以中小企業為主）拓展環球業務。

## 架構
香港貿易發展局的最高決策層是由19位成員組成的理事會。當中邀請了很多香港工商界領袖加入並有政府高層官員參與。
香港貿易發展局總裁
- 方舜文女士
  - 領導貿發局全球辦事處的日常運作，並向理事會負責。

貿發局理事會主席
- 馬時亨教授

貿發局理事會成員
- 林建岳博士
（香港旅遊發展局主席）
- 陳瑞娟女士
（香港總商會主席）
- 莊子雄博士
（香港工業總會主席）
- 盧金榮博士
（香港中華廠商聯合會會長）
- 楊偉添博士
（香港總商會總裁）
- 禤惠儀女士
（香港銀行公會主席）
- 蔡冠深博士
（香港中華總商會會長）
- 丘應樺先生
（商務及經濟發展局局長）
- 廖李可期女士
（政府新聞處處長）
- 陳淑玲女士
- 查毅超博士
- 曾智明先生
- 曹惠婷女士
- 諸立力先生
- 黃英豪議員
- 楊偉添先生
- 馬介欽博士
- 林涌博士
- 林世豪先生

貿發局理事會除了策劃及監督貿發局的全球業務、服務和拓展活動，還有監督香港會議展覽中心的運作。在理事會之下，設有傳訊及推廣事務部、刊物及電子商貿部、展覽部、一帶一路及對外事務部、製造業拓展部、研究部及服務業拓展部。每一年貿發局都定期舉辦各項大型展覽及商貿會議。

## 歷任主席
- 周錫年
- 簡悅強
- 安子介
- 鄧蓮如
- 馮國經
- 吳光正
- 蘇澤光
- 羅康瑞
- 林建岳

## 參看
- 香港展覽列表
- 香港會議展覽中心

## 外部連結
- 香港貿易發展局的Facebook專頁（繁體中文）